# Hammersta
Den här sidan handlar om herrgården och borgruinen i Ösmo socken, Nynäshamns kommun. För Hammersta i Gåsinge-Dillnäs socken, Gnesta kommun, se Hammersta, Gnesta kommun.

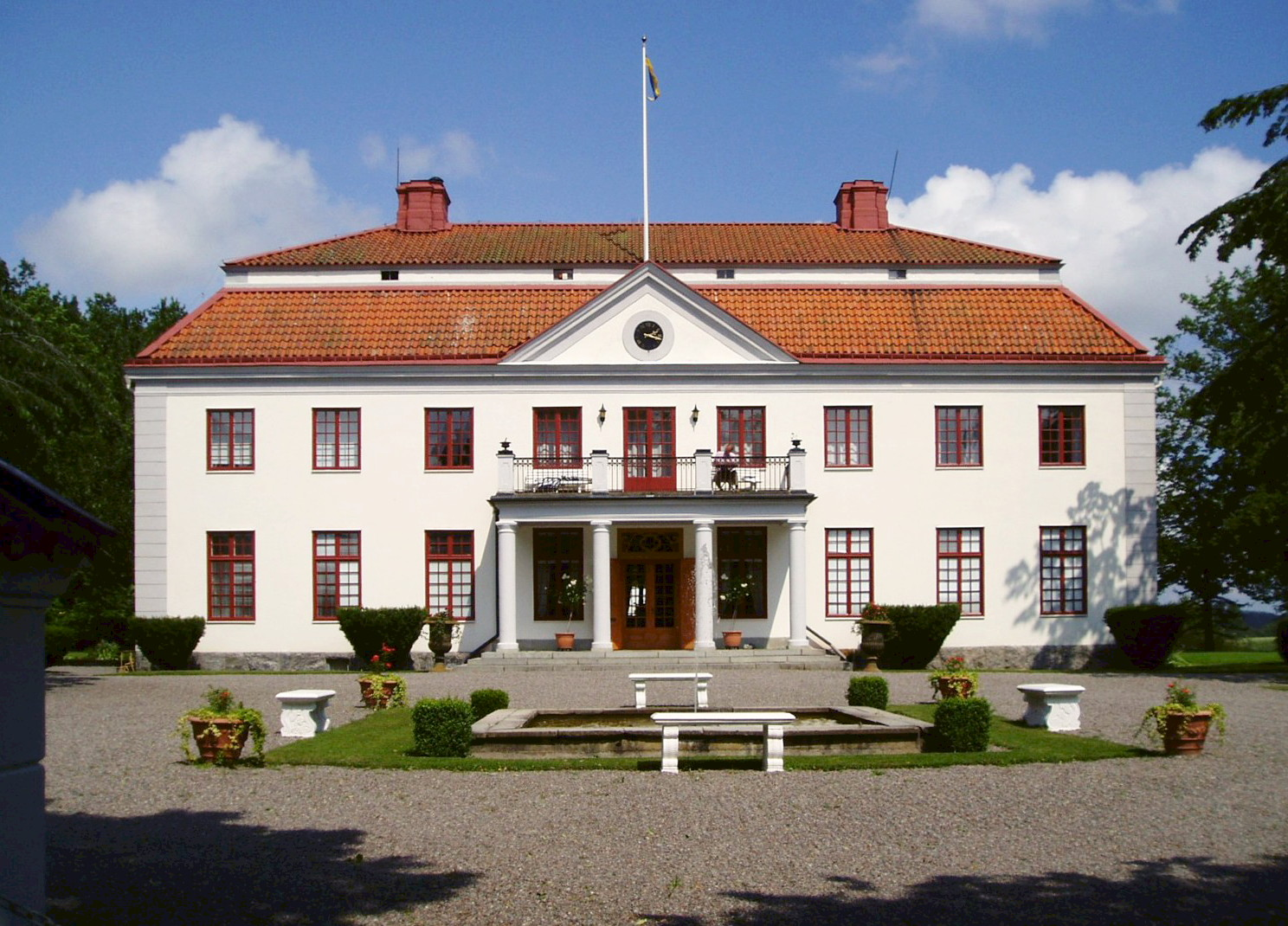
Hammersta gård.

Hammersta är en herrgård med en borgruin i Ösmo socken i nuvarande Nynäshamns kommun på Södertörn i Södermanland. Hammersta ligger strax söder om Landfjärden.

## Historik

### Medeltiden

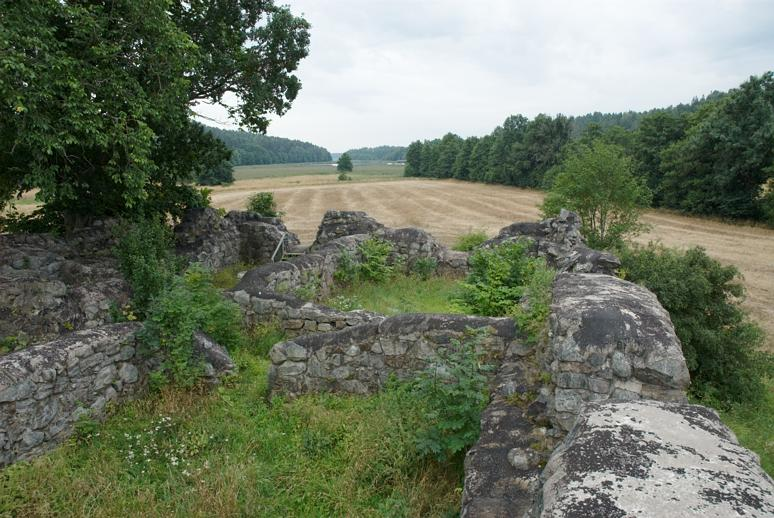
Hammersta borgruin.

Gården med forntida anor står tidigast omnämnd 1345, då Botvid i Hammersta uppträdde som vittne vid en jordtransaktion i Södertälje. Under medeltiden övergick Hammersta till Hammerstaätten i vars ägo sätesgården första gången kan beläggas 1426, då Nils Erengislesson gav Hammersta i morgongåva till sin hustru Katarina Knutsdotter (Grip). Åtminstone från år 1434 lät han skriva sig till gården.
Det var förmodligen Nils Erengislesson som lät uppföra det fasta stenhus vars lämningar nu syns i en ängsbacke strax söder om dagens mangård. 
Sonen Erengisle Nilsson d.y. skänkte inför sitt andra gifte 1442, hammerstagodset i morgongåva till sin hustru Brita Olofsdotter Tott. Hon var dotter till en av de beryktade, danskättade "Axelssönerna" och har gått till historien för sina ekonomiska "skumraskaffärer". Brita blev änka 1469 men efter ägotvister och en benådad dödsdom för spioneri åt danskarna, tvingades hon 1494 sälja gården till Sten Sture den äldre. Dock hade hon innan dess låtit testamentera den till Uppsala domkyrka. Hon fann det bäst att lämna landet och flyttade till Danmark, varmed Hammersta hamnade i en långvarig ägoprocess. Av det medeltida stenhuset återstår nu Hammersta ruin vars murar till källarvåningen anses vara Stockholms läns bäst bevarade fasta hus från riddartiden. Kring anläggningen har det funnits en vallgrav med vindbrygga.

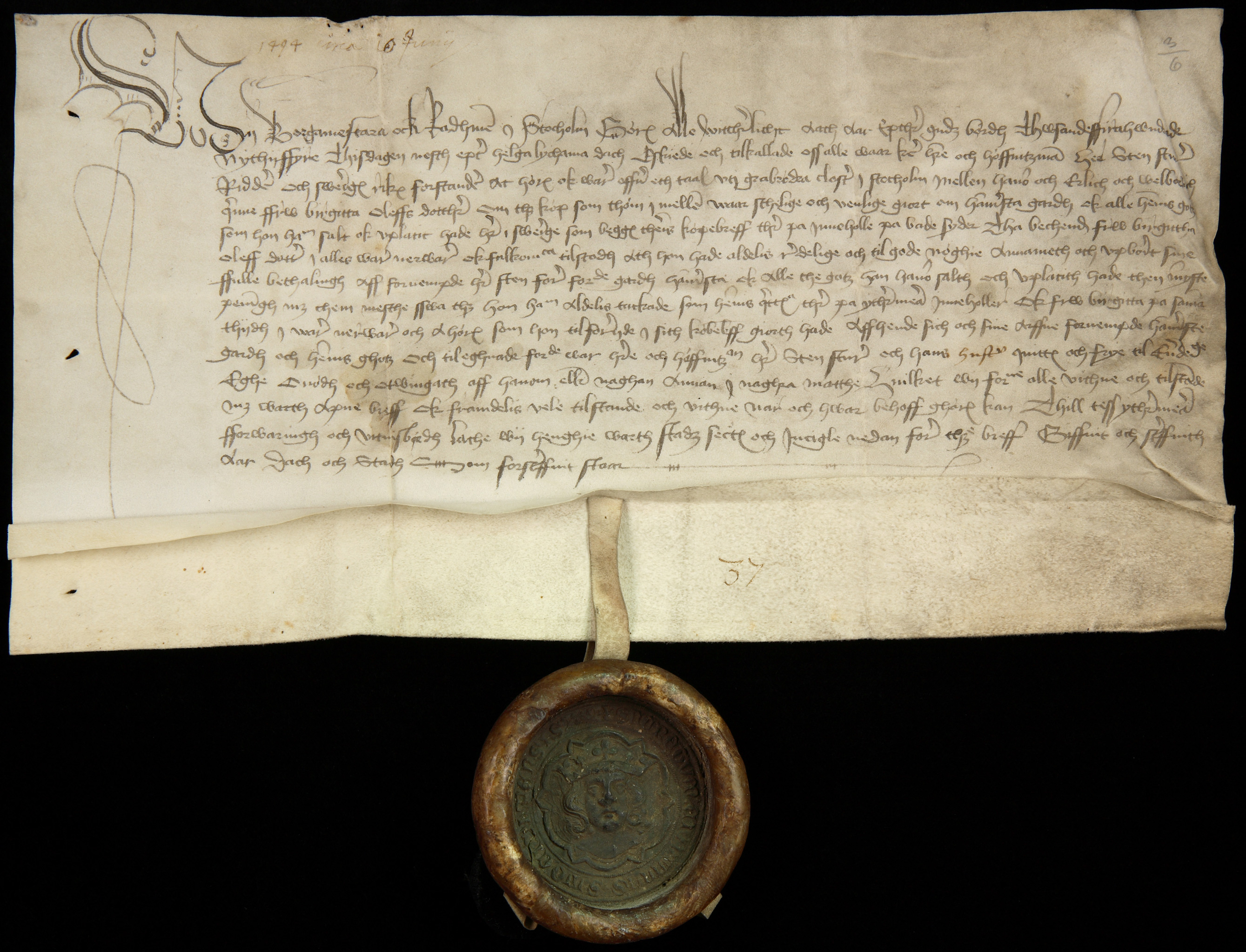
Borgmästare och rådmän i Stockholm kungör att fru Birgitta Olofsdotter i deras närvaro i Gråbrödraklostret sagt sig ha fått full betalning av Sten Sture för Hammersta gård och alla de egendomar hon sålt till honom.

Sten Sture bytte 1495 till sig granngodset Häringe av Konrad Rogge, biskop i Strängnäs stift. Efter Stures död hävdade Gustav Vasa sin privata arvsrätt via släktband och övertog 1528 Häringe. Han förlänade samma år Hammersta till Olof Skovgård (avhuggen lindgren). Senast 1554 blev Hammersta huvudenhet för kungens arv och eget-jord i Sotholms härad, och Jöran Nisson utnämns till fogde här. Näste ägare av Häringe-Hammersta blev hans sjuklige son hertig Magnus.

### Senare tid

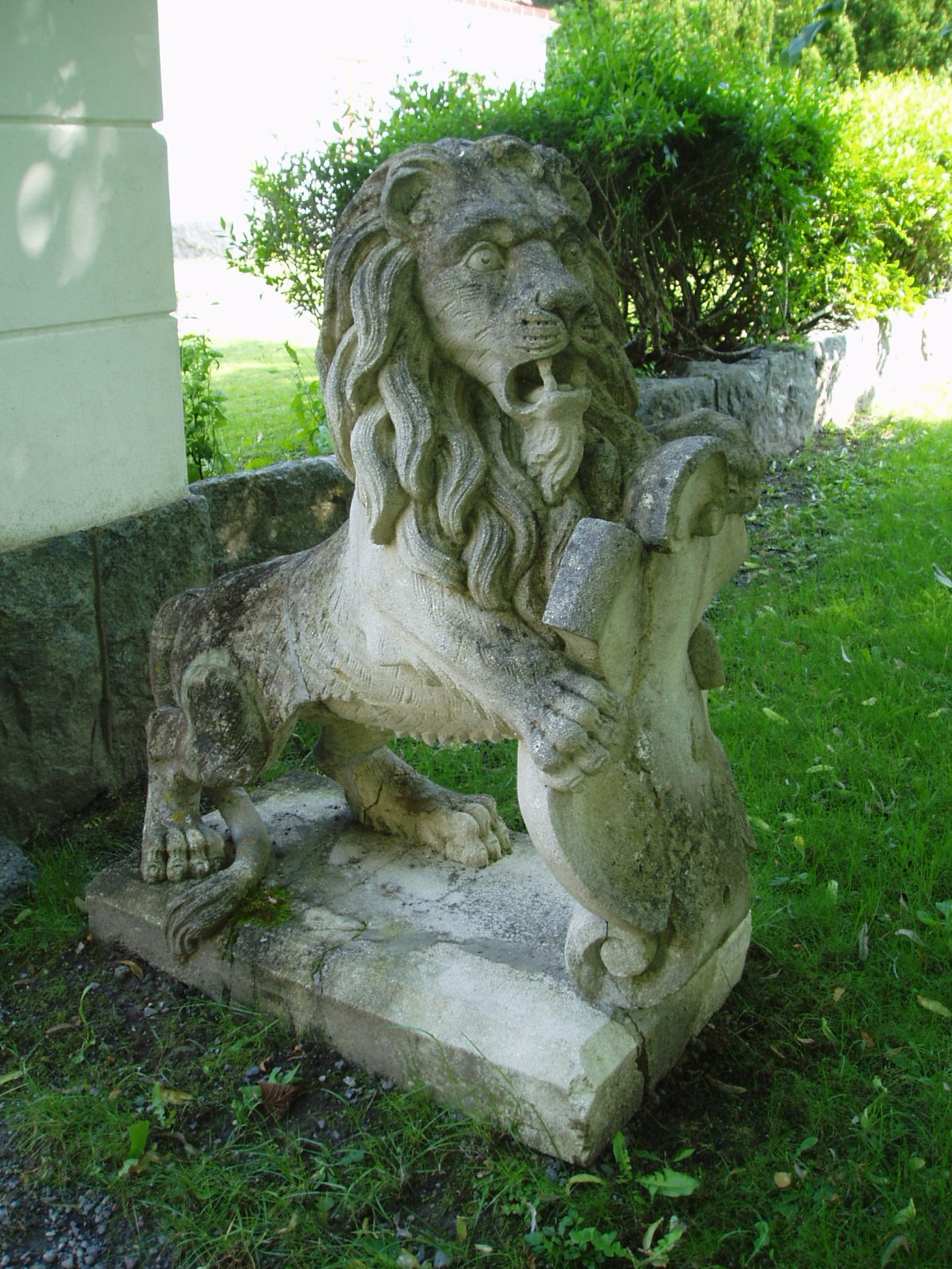
Lejonstaty vid grinden.

De båda godsen har därefter ingått i samma ägostruktur, först på 1970-talet blev de åtskiljda. När Stockholms kommun övertog Hammersta från Axel Wenner-Grens konkursbo, lät kommunen 1972 riva godsets äldre huvudbyggnad från 1680-talet. Kvar på denna plats återstår nu de två flyglarna, samt några arbetarbostäder och ekonomibyggnader från 1900-talets början. I den västra flygeln bodde August Strindberg under sin tid som informator för familjen Trotz tre busiga söner på 1860-talet och i en sedan länge försvunnen statarlänga bodde författaren Ivar Lo-Johanssons föräldrar som unga. De båda författarna, med olika sociala bakgrunder, har skildrat vardagen på Hammersta i några av sina litterära verk; Strindberg i Tjänstekvinnans son och Ivar Lo-Johansson i Godnatt, jord, Statarna, Bara en mor och Pubertet.
Den nuvarande herrgårdsliknande manbyggnaden uppfördes 1914 av byggmästaren Karl Isak Edblom strax norr om den gamla huvudbyggnaden. För ritningarna svarade arkitekt Ernst Stenhammar. Hammersta gård ligger i ett parkliknande landskap med öppna ängar och åkermarker där inslag av ek och dungar med ädellövskog förekommer. Genom Hammersta dalgång flyter Muskån som övergår i Hammerstaån, innan den strömmar ut i Sittuviken strax söder om borgruinen och i de branta, kuperade grottbergen borta i öster finns den sägenomspunna Frugrottan.
Hammersta med omnejd ligger i Häringe-Hammersta naturreservat och tillhör sedan 1998 Skärgårdsstiftelsen i Stockholms län, medan en mindre del ägs av Stockholms stad. Huvudbyggnaden är nu en privatbostad och belägen på en avstyckad fastighet från jordegendomen, medan säteriet bedriver ett aktivt jordbruk med köttproduktion. Vid Hammersta finns en gårdsbutik med försäljning av charkvaror och ett litet café.